# 1987 في المجر
فيما يلي قوائم الأحداث التي وقعت خلال عام 1987 في المجر.

## رياضة
- 9 أغسطس – جائزة المجر الكبرى 1987 الفائز نيلسون بيكيه.

## مواليد

### يناير
- 25 يناير – أنيتا هير لاعبة كرة يد مجرية.

### مارس
- 10 مارس – تشابا بالوغ لاعب شطرنج مجري.

### أبريل
- 16 أبريل – ريتشارد غوزميتش لاعب كرة قدم مجري.

### مايو
- 11 مايو – إينيكو ميهاليك
- 22 مايو – زيتا سوشانسكي لاعبة كرة يد مجرية.

### يونيو
- 18 يونيو – سوزانا توموري لاعبة كرة يد مجرية.

### يوليو
- 10 يوليو – إيفا كيس لاعبة كرة يد مجرية.

### أغسطس
- 2 أغسطس – سيلا بورزاني لاعبة كرة مضرب مجرية.

### سبتمبر
- 2 سبتمبر – فيكتور إردوش لاعب شطرنج مجري.
- 27 سبتمبر – آدم بوغدان لاعب كرة قدم مجري.

### ديسمبر
- 1 ديسمبر – كلارا سيكيريس لاعبة كرة يد مجرية.
- 9 ديسمبر – آدم سالاي لاعب كرة قدم مجري.

## وفيات

### يونيو
- 5 يونيو – غوستاف سيبيشي (مواليد 1939) لاعب كرة قدم مجري.

### أكتوبر
- 1 أكتوبر – إشتيفان بالوتاش (مواليد 1908) لاعب كرة قدم مجري.